# Hallo wereld - 33
Hallo wereld - 33 is het 33ste album van Kinderen voor Kinderen, een kinderkoor van de Nederlandse omroep VARA, dat sinds 1980 jaarlijks een album uitbrengt met nieuwe Nederlandstalige liedjes. Het album verscheen op 28 september 2012. Het werd het derde album van het koor dat de nummer 1-positie in de Nederlandse albumlijst bereikte. Als voorloper op het album werd op 1 september 2012 de single Hallo wereld uitgebracht. Het nummer werd geschreven door Sjoerd Kuyper en Tjeerd Oosterhuis. Het album werd uiteindelijk het succesvolste sinds de oprichting van het koor.

## Tracklist
| Nr. | Titel                            | Duur |
| --- | -------------------------------- | ---- |
| 1.  | Hallo wereld                     |      |
| 2.  | Favoriete meester                |      |
| 3.  | Gadgetfreak                      |      |
| 4.  | Citotoets                        |      |
| 5.  | Gympentic                        |      |
| 6.  | Ik wil een tattoo                |      |
| 7.  | Word ik dit of word ik dat       |      |
| 8.  | Mama’s telefoon                  |      |
| 9.  | Papegaai                         |      |
| 10. | 100 Jaar                         |      |
| 11. | Meidenfeest                      |      |
| 12. | Medley Kinderen voor Kinderen 32 |      |

## Hitnotering

### NederlandseAlbum Top 100
| Hitnotering (week 1 t/m 31): 06-10-2012 t/m 04-05-2013 Hitnotering (week 32): 01-06-2013 Hitnotering (week 33): 13-07-2013 Hitnotering (week 34 t/m 37): 27-07-2013 t/m 17-08-2013 Hitnotering (week 38): 12-10-2013 Hitnotering (week 39 t/m 42): 02-11-2013 t/m 23-11-2013 | Hitnotering (week 1 t/m 31): 06-10-2012 t/m 04-05-2013 Hitnotering (week 32): 01-06-2013 Hitnotering (week 33): 13-07-2013 Hitnotering (week 34 t/m 37): 27-07-2013 t/m 17-08-2013 Hitnotering (week 38): 12-10-2013 Hitnotering (week 39 t/m 42): 02-11-2013 t/m 23-11-2013 | Hitnotering (week 1 t/m 31): 06-10-2012 t/m 04-05-2013 Hitnotering (week 32): 01-06-2013 Hitnotering (week 33): 13-07-2013 Hitnotering (week 34 t/m 37): 27-07-2013 t/m 17-08-2013 Hitnotering (week 38): 12-10-2013 Hitnotering (week 39 t/m 42): 02-11-2013 t/m 23-11-2013 | Hitnotering (week 1 t/m 31): 06-10-2012 t/m 04-05-2013 Hitnotering (week 32): 01-06-2013 Hitnotering (week 33): 13-07-2013 Hitnotering (week 34 t/m 37): 27-07-2013 t/m 17-08-2013 Hitnotering (week 38): 12-10-2013 Hitnotering (week 39 t/m 42): 02-11-2013 t/m 23-11-2013 | Hitnotering (week 1 t/m 31): 06-10-2012 t/m 04-05-2013 Hitnotering (week 32): 01-06-2013 Hitnotering (week 33): 13-07-2013 Hitnotering (week 34 t/m 37): 27-07-2013 t/m 17-08-2013 Hitnotering (week 38): 12-10-2013 Hitnotering (week 39 t/m 42): 02-11-2013 t/m 23-11-2013 | Hitnotering (week 1 t/m 31): 06-10-2012 t/m 04-05-2013 Hitnotering (week 32): 01-06-2013 Hitnotering (week 33): 13-07-2013 Hitnotering (week 34 t/m 37): 27-07-2013 t/m 17-08-2013 Hitnotering (week 38): 12-10-2013 Hitnotering (week 39 t/m 42): 02-11-2013 t/m 23-11-2013 | Hitnotering (week 1 t/m 31): 06-10-2012 t/m 04-05-2013 Hitnotering (week 32): 01-06-2013 Hitnotering (week 33): 13-07-2013 Hitnotering (week 34 t/m 37): 27-07-2013 t/m 17-08-2013 Hitnotering (week 38): 12-10-2013 Hitnotering (week 39 t/m 42): 02-11-2013 t/m 23-11-2013 | Hitnotering (week 1 t/m 31): 06-10-2012 t/m 04-05-2013 Hitnotering (week 32): 01-06-2013 Hitnotering (week 33): 13-07-2013 Hitnotering (week 34 t/m 37): 27-07-2013 t/m 17-08-2013 Hitnotering (week 38): 12-10-2013 Hitnotering (week 39 t/m 42): 02-11-2013 t/m 23-11-2013 | Hitnotering (week 1 t/m 31): 06-10-2012 t/m 04-05-2013 Hitnotering (week 32): 01-06-2013 Hitnotering (week 33): 13-07-2013 Hitnotering (week 34 t/m 37): 27-07-2013 t/m 17-08-2013 Hitnotering (week 38): 12-10-2013 Hitnotering (week 39 t/m 42): 02-11-2013 t/m 23-11-2013 | Hitnotering (week 1 t/m 31): 06-10-2012 t/m 04-05-2013 Hitnotering (week 32): 01-06-2013 Hitnotering (week 33): 13-07-2013 Hitnotering (week 34 t/m 37): 27-07-2013 t/m 17-08-2013 Hitnotering (week 38): 12-10-2013 Hitnotering (week 39 t/m 42): 02-11-2013 t/m 23-11-2013 | Hitnotering (week 1 t/m 31): 06-10-2012 t/m 04-05-2013 Hitnotering (week 32): 01-06-2013 Hitnotering (week 33): 13-07-2013 Hitnotering (week 34 t/m 37): 27-07-2013 t/m 17-08-2013 Hitnotering (week 38): 12-10-2013 Hitnotering (week 39 t/m 42): 02-11-2013 t/m 23-11-2013 | Hitnotering (week 1 t/m 31): 06-10-2012 t/m 04-05-2013 Hitnotering (week 32): 01-06-2013 Hitnotering (week 33): 13-07-2013 Hitnotering (week 34 t/m 37): 27-07-2013 t/m 17-08-2013 Hitnotering (week 38): 12-10-2013 Hitnotering (week 39 t/m 42): 02-11-2013 t/m 23-11-2013 | Hitnotering (week 1 t/m 31): 06-10-2012 t/m 04-05-2013 Hitnotering (week 32): 01-06-2013 Hitnotering (week 33): 13-07-2013 Hitnotering (week 34 t/m 37): 27-07-2013 t/m 17-08-2013 Hitnotering (week 38): 12-10-2013 Hitnotering (week 39 t/m 42): 02-11-2013 t/m 23-11-2013 | Hitnotering (week 1 t/m 31): 06-10-2012 t/m 04-05-2013 Hitnotering (week 32): 01-06-2013 Hitnotering (week 33): 13-07-2013 Hitnotering (week 34 t/m 37): 27-07-2013 t/m 17-08-2013 Hitnotering (week 38): 12-10-2013 Hitnotering (week 39 t/m 42): 02-11-2013 t/m 23-11-2013 | Hitnotering (week 1 t/m 31): 06-10-2012 t/m 04-05-2013 Hitnotering (week 32): 01-06-2013 Hitnotering (week 33): 13-07-2013 Hitnotering (week 34 t/m 37): 27-07-2013 t/m 17-08-2013 Hitnotering (week 38): 12-10-2013 Hitnotering (week 39 t/m 42): 02-11-2013 t/m 23-11-2013 | Hitnotering (week 1 t/m 31): 06-10-2012 t/m 04-05-2013 Hitnotering (week 32): 01-06-2013 Hitnotering (week 33): 13-07-2013 Hitnotering (week 34 t/m 37): 27-07-2013 t/m 17-08-2013 Hitnotering (week 38): 12-10-2013 Hitnotering (week 39 t/m 42): 02-11-2013 t/m 23-11-2013 | Hitnotering (week 1 t/m 31): 06-10-2012 t/m 04-05-2013 Hitnotering (week 32): 01-06-2013 Hitnotering (week 33): 13-07-2013 Hitnotering (week 34 t/m 37): 27-07-2013 t/m 17-08-2013 Hitnotering (week 38): 12-10-2013 Hitnotering (week 39 t/m 42): 02-11-2013 t/m 23-11-2013 |
| Week: | 1 | 2 | 3 | 4 | 5 | 6 | 7 | 8 | 9 | 10 | 11 | 12 | 13 | 14 | 15 | 16 |
| --- | --- | --- | --- | --- | --- | --- | --- | --- | --- | --- | --- | --- | --- | --- | --- | --- |
| Positie: | 11 | 6 | 4 | 2 | 5 | 3 | 3 | 1 | 2 | 2 | 14 | 6 | 6 | 8 | 13 | 13 |
| Week: | 17 | 18 | 19 | 20 | 21 | 22 | 23 | 24 | 25 | 26 | 27 | 28 | 29 | 30 | 31 | |
| Positie: | 16 | 20 | 22 | 26 | 33 | 41 | 40 | 46 | 51 | 70 | 66 | 66 | 86 | 83 | 65 | uit |
| Week: | 32 | | 33 | | 34 | 35 | 36 | 37 | | 38 | | 39 | 40 | 41 | 42 | |
| Positie: | 100 | uit | 57 | uit | 94 | 98 | 91 | 99 | uit | 82 | uit | 74 | 83 | 91 | 76 | uit |